# Geocrinia vitellina
Geocrinia vitellina är en groddjursart som beskrevs av Grant Wardell-Johnson och Roberts 1989. Geocrinia vitellina ingår i släktet Geocrinia och familjen Myobatrachidae. IUCN kategoriserar arten globalt som sårbar. Inga underarter finns listade i Catalogue of Life.